# جورج كولمان دي كاي
جورج كولمان دي كاي (بالإسبانية: George Coleman De Kay)‏ هو ضابط بحري أرجنتيني، ولد في 5 مارس 1802 في نيويورك في الولايات المتحدة، وتوفي في 31 يناير 1849 في واشنطن العاصمة في الولايات المتحدة.